# Назаренко Євгенія Павлівна
Наза́ренко Євге́нія Па́влівна (до 1973 — Ку́зіна; нар. 19 червня 1950) — радянська волейболістка, гравчиня збірної СРСР (1973—1976). Переможниця розіграшу Кубка світу 1973, чемпіонка Європи 1975, чемпіонка СРСР 1976. Зв'язкова. Майстер спорту міжнародного класу (1973).

## Із життєпису
Виступала за команди: до 1971 — «Кіровець» (Новосибірськ), з 1972 — «Іскра» (Ворошиловград). У складі «Іскри»: дворазова срібна (1975, 1978) і дворазова бронзова (1973, 1974) призерка чемпіонатів СРСР, переможниця Кубка володарів кубків ЕКВ 1977.
У складі збірної України: чемпіонка (1975) і дворазова бронзова призерка (1971, 1983) Спартакіади народів СРСР.
У збірній СРСР в офіційний змаганнях виступала в 1973—1976 роках. В її складі: переможниця першого розіграшу Кубка світу серед жінок, чемпіонка Європи 1975, чемпіонка СРСР 1976.
Завершивши ігрову кар'єру, працювала викладачкою фізичного виховання. 1994—1999 рр. — тренувала молодіжний склад команди «Іскра» (Луганськ). 1999—2001 входила до складу тренерського колективу ЛВУФК (Луганського вищого училища фізичної культури), відділення волейбол. Надалі знов повернулася на тренерський місток команди «Іскра» (Луганськ).